# Halmeag
Halmeag (Hongaars: Halmágy) is een dorp in de Roemeense provincie Brașov. De provincie behoorde bij Hongarije tot het Verdrag van Trianon in 1920. Toen werd een groot deel van Hongarije aan Roemenië toegevoegd. De bevolking bestond voornamelijk uit Hongaren maar nu, ook als gevolg van de etnische politiek van Nicolae Ceaușescu bestaat de dorpsbevolking uit even groepen Roemenen, Hongaren en zigeuners die in vrede naast en met elkaar leven. Het dorp heeft ongeveer 600 inwoners. Vroeger was het een welvarende boerengemeenschap en nu bestaat de bevolking uit keuterboeren, kleine zelfstandigen en werklozen. Vanwege de slechte economische situatie verlaten veel jongeren het land om elders werk te zoeken, voornamelijk in Italië.
De omgeving van Halmeag bestaat uit ongerept met weiden, bossen, heuvels en beekjes. Het ligt aan de visrijke rivier de Olt, waar in gezwommen wordt en gezond op de rivierstrandjes.
Midden in het dorp staat de kerk. Deze vestingkerk is uit de 13e eeuw en heeft een handgeschilderd interieur.
In het dorpje is ook de grootste particuliere Lipizzanerstoeterij van Roemenië te vinden, genaamd Merlelor.